# Hasselbach (Strunde)
Der Hasselbach, auch Hasselsbach genannt,  ist ein knapp vier Kilometer langer, südlicher und linker Zufluss der Strunde auf dem Gebiet der Kreisstadt Bergisch Gladbach im nordrhein-westfälischen Rheinisch-Bergischen Kreis.

## Geographie

### Verlauf
Der Hasselbach entspringt auf einer Höhe von etwa 109 m ü. NHN im Neuborner Weiher bei Neuborn.
Der Bach fließt zunächst in westlicher Richtung unterhalb des Gewerbegebiets Zinkhütte, durchquert den Golfplatz und die Schluchter Heide,  wo er den Gierather Waldteich durchfließt, um anschließend in Gierath schließlich auf einer Höhe von 69 m ü. NHN von links in die Strunde zu münden. Auf den letzten Metern bildet der Bach die Grenze zwischen Bergisch Gladbach und Köln.

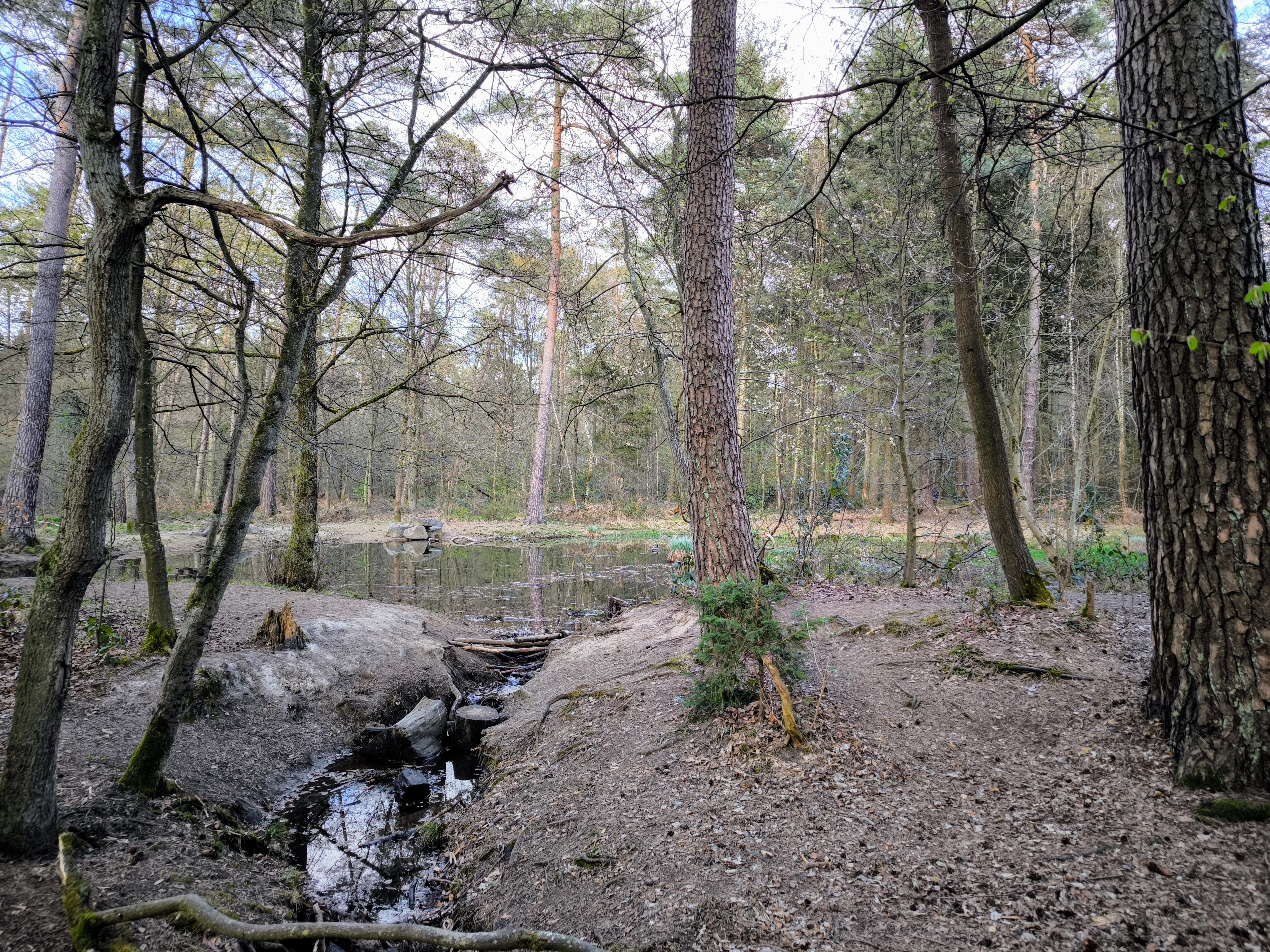
Der Gierather Waldteich

### Einzugsgebiet
Das Einzugsgebiet des Hasselbachs liegt im Naturraum Paffrather Kalkterrasse und wird über Strunde und Rhein in die Nordsee entwässert.
Es grenzt
- im Norden an das des Strundezuflusses Rodenbach und der Strunde,
- im Süden an das des Saaler Mühlenbachs, des Frankenforstbachs und der Strunde  sowie
- ansonsten an das der aufnehmenden Strunde.

Der östliche Teil des Einzugsgebietes ist zum größten Teil bewaldet. Am Unterlauf ist das Einzugsgebiet besiedelt.
Der Bach hat keine benannten Zuflüsse.

## Geschichte
Der Hasselbach, seinerzeit Hasselsbach oder auch Hassels-Bach genannt, diente dem Deutzer Weiher als Zufluss. Im Zuge des Baus und der Erweiterung der Bensberg-Gladbacher Zinkhütte wurde der Verlauf des Bachs in diesem Bereich nach Süden verlegt.

## Naturschutzgebiet Gierather Wald
Das Naturschutzgebiet Gierather Wald erstreckt sich im Stadtgebiet Bergisch Gladbach zwischen Gierath und Brandroster im Westen, Schlodderdich im Norden, dem Golfplatz im Osten, sowie Sandbüchel und Saaler Mühle im Süden. Es ist ebenfalls ein Teilgebiet der Schluchter Heide und der Bergischen Heideterrasse.